# Шуравіно
Шура́віно (рос. Шуравино) — присілок у складі Шатровського району Курганської області, Росія. Входить до складу Шатровської сільської ради.
Населення — 29 осіб (2010, 102 у 2002).
Національний склад станом на 2002 рік: росіяни — 96 %.